# Giuseppe Pesola
Giuseppe Pesola (Foggia, 25 maggio 1915 – Galatina, 14 novembre 1944) è stato un militare e aviatore italiano, distintosi particolarmente nel corso della seconda guerra mondiale durante le operazioni sull'isola di Malta e in Africa Settentrionale Italiana. Decorato di tre Medaglie d'argento, una di bronzo al valor militare, e due Croci al merito di guerra e della Croce di Ferro tedesca di seconda classe.

## Biografia

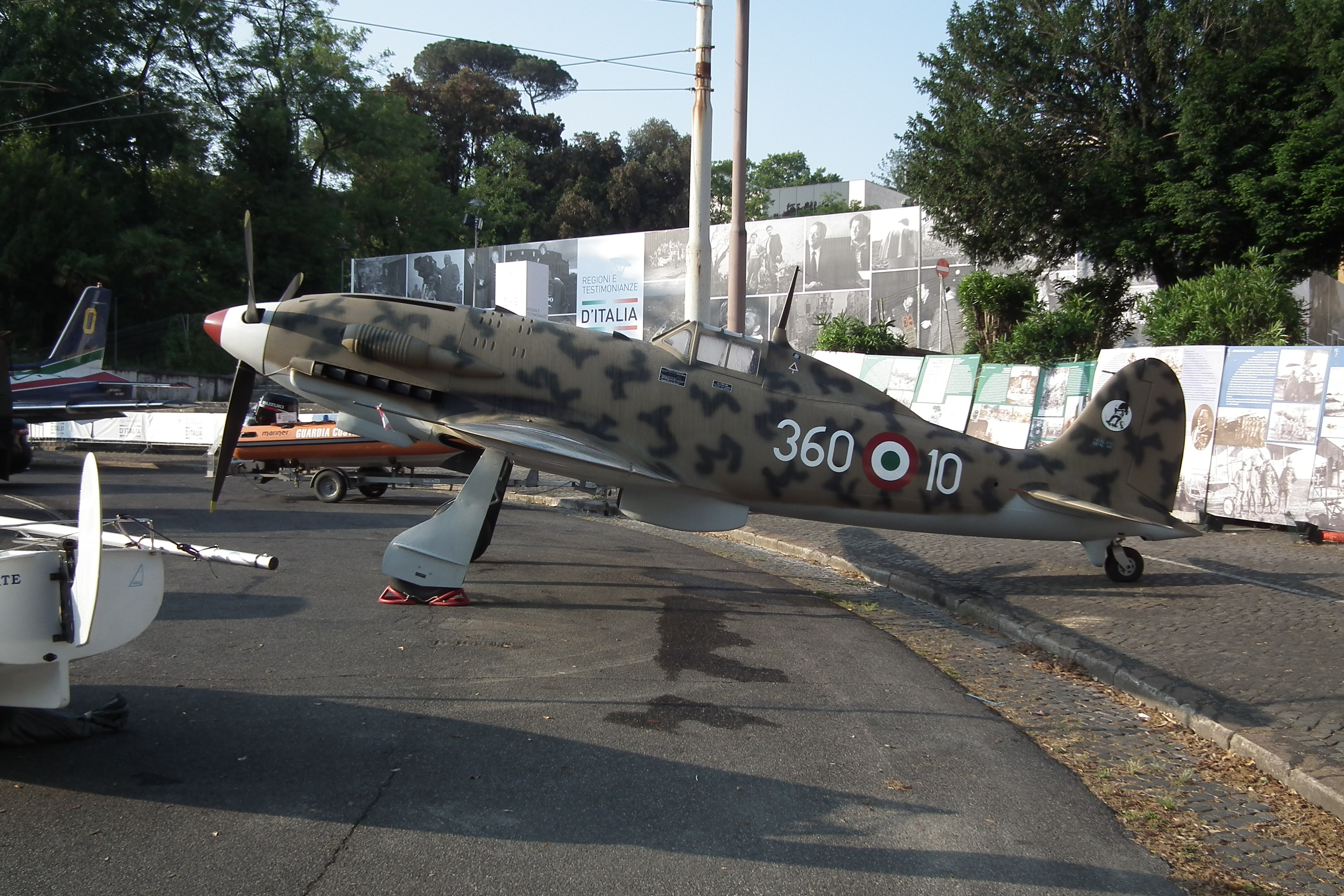
Un caccia Aermacchi C.202 Folgore in esposizione statica.

Nasce a Foggia il 25 maggio 1915. Dopo aver conseguito il diploma di ragioniere presso il locale Istituto "Pietro Giannone" si appassiona al mondo dell'aviazione, arruolandosi nella Regia Aeronautica. Viene ammesso a frequentare la Regia Accademia Aeronautica di Caserta, Corso Pegaso', ottenendo la nomina a sottotenente in servizio permanente effettivo il 1 giugno 1937. La sua prima assegnazione è alla 79ª Squadriglia, 6º Gruppo, del 1º Stormo Caccia Terrestre di stanza sull'aeroporto di Campoformido, equipaggiata con i caccia biplani Fiat C.R.32. Dopo un breve periodo sul nuovo Fiat C.R.42 Falco, a partire dalla seconda metà del 1939 il suo reparto viene riequipaggiato con i nuovissimi monoplani Aermacchi C.200 Saetta. Dopo la dichiarazione di guerra a Francia e Gran Bretagna, avvenuta il 10 giugno 1940, quando il reparto era all'Aeroporto di Catania-Fontanarossa, esordisce in combattimento su Malta il giorno successivo, scontrandosi con uno dei tre caccia Gloster Gladiator che difendevano il cielo dell'isola. Di scorta ai bombardieri Savoia-Marchetti S.79 Sparviero si scontra con il Gladiator pilotato dal flying officer "Timber" Woods, senza risultato. Il 1 novembre intercetta, ed attacca a 50 km dalla costa della Sicilia, un idrovolante quadrimotore Short Sunderland riuscendo a danneggiarlo gravemente. Per questa azione viene insignito della Medaglia di bronzo al valor militare.
Il 9 gennaio 1941 prende parte a un attacco a bassa quota contro l'aeroporto maltese di Micabba, e al successivo combattimento contro i caccia Hawker Hurricane del No. 261 Squadron. Per questa azione fu decorato con la prima Medaglia d'argento al valor militare. Successivamente partecipò a missioni di scorta agli aerei del X Fliegerkorps tedesco, e il 9 maggio, al termine di un'azione di scorta a un convoglio a sud di Lampedusa a bordo di C.R.42, è costretto ad atterrare a Mezel Temine, in Tunisia, rientrando poi a Catania, via Pantelleria. Al termine del ciclo operativo, durato un anno, viene decorato con una seconda Medaglia d'argento al valor militare. Tra il 21 giugno e il 24 novembre lo Stormo fu riequipaggiato sull'aeroporto di Campoformido con in nuovissimi Aermacchi C.202 Folgore, e il 9 dicembre partì per l'Africa Settentrionale Italiana attestandosi successivamente sull'Aeroporto di Martuba, 30 km a sud-est di Derna. Entrò subito in combattimento durante le fasi dell'operazione Crusader. Il 17 dicembre il 6º Gruppo perse in combattimento il suo comandante, tenente colonnello Vezio Mezzetti, che fu decorato con la Medaglia d'oro al valor militare alla memoria. Sostituito Mezzetti con il maggiore Marco Larcher, il gruppo riprese subito la sua attività di volo.
Il 15 marzo 1942 il suo C.202, dopo aver gravemente danneggiato 3 Curtiss P-40F Kittyhawk, venne a sua volta colpito e danneggiato da un quarto caccia, ed egli dovette atterrare senza carrello su una costa rocciosa a sud di Tobruk, in territorio nemico. Datosi alla fuga, cercò invano di allontanarsi a bordo di un battellino di lamiera, e poi si incamminò a piedi fino a quando non fu sorpreso, mentre si riposava, da una pattuglia di soldati sudafricani. Trasferito in un campo di prigionia vicino al Il Cairo, e poi al Campo n.310 di Suez, decise di evadere scavando un tunnel sotto la recinzione. Il 14 giugno riuscì ad evadere, raggiungendo in treno Porto Said, raggiungendo poi il Cairo dove riuscì ad ottenere la protezione di una famiglia italiana lì residente. Rimase in clandestinità per circa un anno, pianificando di raggiungere l'Europa, via Turchia, utilizzando un passaporto spagnolo falso appositamente stampato per lui da un tipografo di origine italiano. Il tentativo non andò a buon fine, e fu arrestato dalla polizia insieme ad altri fuggiaschi. Processato dalle autorità inglesi per la falsificazione del passaporto, a partire dal 7 agosto fu rinchiuso nel campo di prigionia 304 di Helwan per scontare il previsto periodo di segregazione. L'armistizio dell'8 settembre 1943 pose fine al periodo di segregazione, ed egli chiese subito di raggiungere l'Italia per continuare a combattere per la liberazione della Patria. Trasferito al Campo 308, il 9 settembre 1944 si imbarcò ad Alessandria d'Egitto, raggiungendo Taranto il 15 dello stesso mese a bordo del piroscafo Durban Castle. Richiamato in servizio attivo dopo una breve licenza, fu sottoposto a un breve processo per esaminarne l'operato, e poi riammesso in servizio assegnato al 2º Raggruppamento caccia di Galatina. Divenne subito comandante presso la 93ª Squadriglia, 8º Gruppo del 5º Stormo, perse la vita il 14 novembre quando, durante un volo di prova a bordo di un caccia C.202 Folgore (MM. 91803), perse il controllo del velivolo che si schiantò al suolo con la morte del pilota. Venne decorato con la terza Medaglia d'argento al valor militare.

### Annotazioni
1. ↑  Il 6º Gruppo era al comando del maggiore Armando François.
2. ↑  Futuro asso della Royal Air Force con sei vittorie al suo attivo, caduto in combattimento in Grecia il 20 aprile 1941 a bordo di un Hawker Hurricane.
3. ↑  Si trattava del tenente del genio navale Mario Ingrellini, e del sottotenente pilota della Regia Aeronautica Sandro Rosa.

### Fonti
1. 1 2 3 4  Massimello 2014, p. 58.
2. 1 2 3 4 5  Massimello 2014, p. 59.
3. 1 2 3 4 5 6 7  Massimello 2014, p. 60.
4. 1 2  Massimello 2014, p. 61.
5. 1 2 3  Massimello 2014, p. 62.
6. ↑  Massimello 2014, p. 63.
7. 1 2 3  Massimello 2014, p. 64.
8. 1 2  Massimello 2014, p. 65.
9. 1 2 3 4  Palermo, Slongo 2009, p. 116.